# Обогащайтесь!
«Обогаща́йтесь!» — лозунг, призывающий общество воспользоваться новообретёнными экономическими свободами для пополнения рядов среднего класса.

## История
Выражение (фр. enrichissez-vous!) принадлежит Франсуа Гизо, министру иностранных дел Франции, который произнёс 1 марта 1843 года, обращаясь в своём парламентском выступлении к французскому народу, следующую фразу:

Теперь, используйте эти права, предоставленные вам правительством: укрепляйте свои институты, просвещайтесь! обогащайтесь! улучшайте моральные и материальные условия в нашей Франции…
Оригинальный текст (фр.)A présent usez de ces droits fondez votre gouvernement, affermissez vos institutions, éclairez-vous, enrichissez-vous, améliorez la condition morale et matérielle de notre France…

Лозунг быстро обрёл популярность и доныне считается символом правления Луи-Филиппа и девизом laissez-faire капитализма.
В России выражение приобрело популярность после его употребления Бухариным по поводу НЭПа в его докладе «О новой экономической политике и наших задачах» на собрании актива Московской партийной организации 17 апреля 1925 года:
Всему крестьянству, всем его слоям нужно сказать: обогащайтесь, накапливайте, развивайте своё хозяйство
Бухаринский лозунг был немедленно осуждён, и сам Бухарин от него отказался (что не спасло его впоследствии от репрессий).

## Современный смысл
В современном контексте лозунг может иметь самые разные смыслы.
М. Н. Глодных, описывая причины коррупции в России, отмечает невысокий уровень нравственного потенциала общества, которое использует лозунг «Обогащайтесь!» (по мнению Глодных, «любым способом») для оправдания взяточничества.